# Classe Bharati

La classe Bharati  est une série de bateau intercepteur (IB) patrouilleurs construite par le chantier naval Bharati Defence And Infrastructure Limited (en) de Vasco da Gama pour la Garde côtière indienne (ICG).

## Historique
Les navires de la série Bharati, de 28 mètres de long, ont une coque en aluminium. Ils sont propulsés par deux moteurs MTU Caterpillar d'une capacité de 2.210 cv chacun et peuvent atteindre une vitesse de plus de 35 nœuds. Les navires peuvent effectuer des interceptions à grande vitesse, des patrouilles rapprochées, des opérations maritimes de faible intensité, des opérations de recherche et sauvetage et de surveillance et peuvent évoluer en eau peu profonde. Il dispose d'un armement de moyenne portée.

## Unités
Inde :
| N° coque | Port d'attache | Mis en service  |
| -------- | -------------- | --------------- |
| C-154    | Bombay         | 22 février 2013 |
| C-155    | Karwar         | 15 mai 2015     |
| C-156    | Pipavav        | 12 mars 2016    |
| C-158    | Goa            | 12 avril 2016   |
| C-161    | Vadinar        | 5 janvier 2018  |
| C-162    | Vizhinjam      | 30 mai 2018     |